# Романовка (Дятьковский район)
Рома́новка — деревня в Дятьковском районе Брянской области, в составе Большежуковского сельского поселения. Расположена в 9 км к востоку от города Дятьково. Население — 6 человек (2010).
Упоминается с XIX века; до 1922 входила в Жиздринский уезд (Калужской, с 1920 Брянской губернии), в т.ч. с 1861 — в составе Улемльской волости. С 1922 в Дятьковской волости Бежицкого уезда, Дятьковском районе (с 1929).
| Годы      | 1859 | 1913 | 1926 | 1979 | 1989 | 1999 | 2002 | 2010 |
| --------- | ---- | ---- | ---- | ---- | ---- | ---- | ---- | ---- |
| Население | 221  | 612  | 578  | 91   | 34   | 21   | 21   | 6    |